# Bank Du Jardin

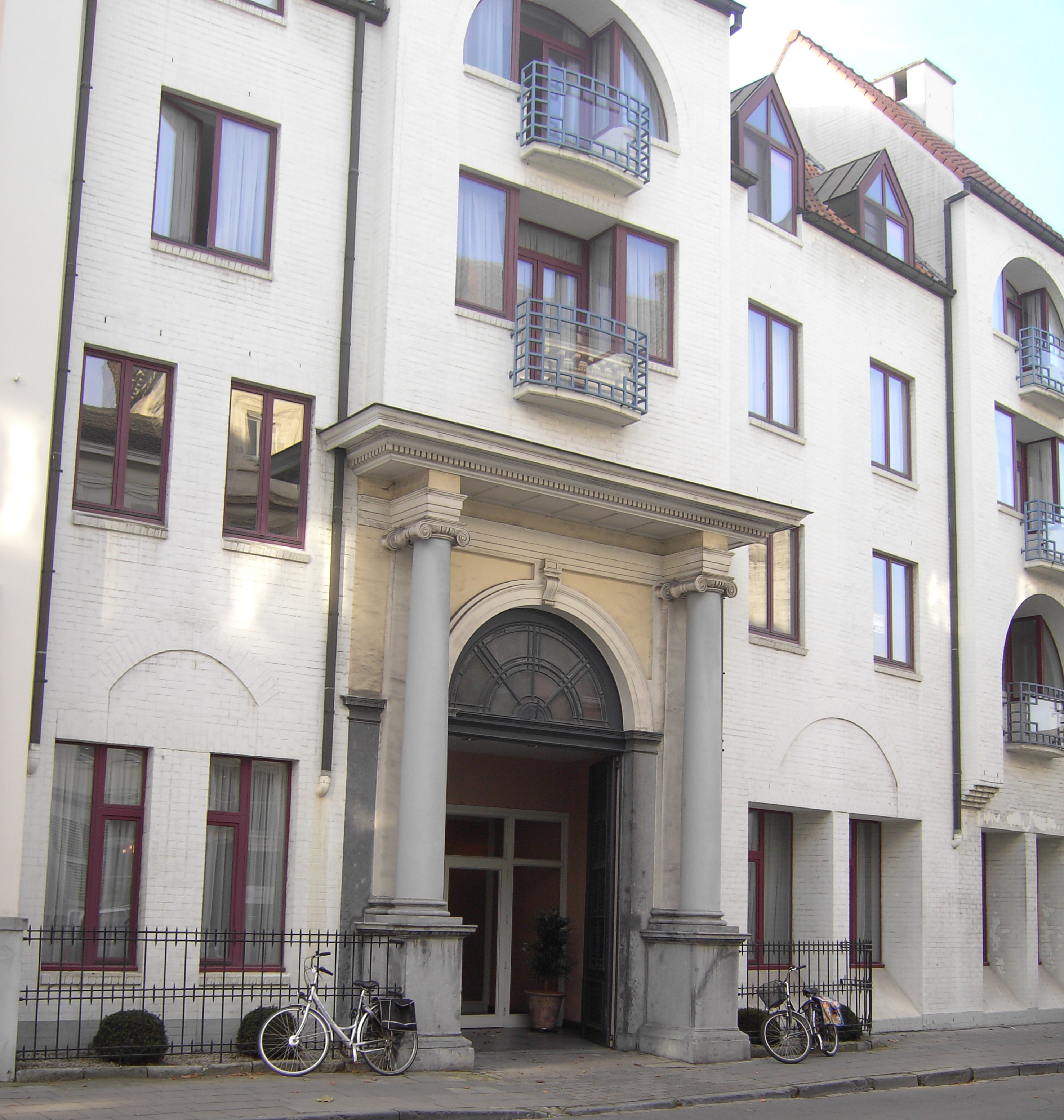
De poort van de voormalige Bank Du Jardin, Garenmarkt 10.

De Bank Du Jardin was een bank in de Belgische stad Brugge. Ze dankt haar blijvende bekendheid onder meer aan haar faillissement in 1874. De bank verzamelde spaargelden uit de hele provincie en herbelegde die in landbouwgronden en in eigen industriële projecten. Zij financierde ook andere bedrijven en grote openbare werken, meestal in de eigen regio, maar ook in Frankrijk.

## Voorgeschiedenis
De familie Du Jardin (soms ook geschreven als Dujardin of du Jardin) was sinds verschillende generaties in Brugge gevestigd. Jacques François Du Jardin werd geboren in Brugge (Sint-Walburga) op 18 september 1755 als zoon van Henricus Jacobus Du Jardin en Anna Theresia De Sante. Hij trouwde op 10 februari 1784 op de Sint-Salvatorsparochie met Catherine Jacqueline Verhaeghe. Reeds vóór de Franse tijd was hij actief als wisselagent-makelaar. Het decreet van 29 fructidor IX (16 september 1801)  bevestigde Jacques Du Jardin en zijn collega’s Bruno Drubbele en Dominique van Wymelbeke in hun ambt. In de praktijk hadden zij echter een ruimere activiteit: Du Jardin wordt meermaals vermeld als négociant en van Wymelbeke beheerde ook een verzekeringsmaatschappij. In de bevolkingsregisters was Jacques Du Jardin sedert ongeveer 1801 ingeschreven als courtier de change op het adres Oude Burg C1/41 (nu vermoedelijk nummer 32).
Jacques François droeg in 1808 zijn ambt over aan zijn oudste zoon, Jacques Guillaume Dujardin. Jacques sr. bleef actief als négociant en bekleedde functies als plaatsvervangend rechter bij de koophandelsrechtbank, gemeenteraadslid en lid van de provinciale staten. Hij overleed in de Kartuizerinnenstraat op 29 augustus 1826.
De eerste vermelding van een Du Jardin als bankier dateert van 15 juni 1829, toen Jacques jr. dit als beroep opgaf bij het huwelijk van zijn zus Thérèse met advocaat Louis de Ridder.  Hij lijkt dit beroep maar korte tijd uitgeoefend te hebben: in 1845 werd hij vermeld als eigenaar, schepen van financies en lid van de provincieraad.
Zijn broer Felix werd in 1841 voor het eerst als bankier vermeld. In die periode werd de leiding van de bank van Jacques op Felix overgedragen. Felix Du Jardin was geboren op 9 november 1789 en trouwde op 29 mei 1816 met Francisca Sabot.
Door huwelijken was de familie verwant met vooraanstaande katholieke en liberale Brugse families. Zo was Julie Du Jardin (1818-1875), dochter van Jacques, gehuwd met de liberale Brugse burgemeester Jules Boyaval (1814-1879). Augusta, dochter van Felix trouwde met graaf Gustave de Mûelenaere en haar zus Elisabeth trouwde met bankier Edmond Van der Hofstadt.
Alhoewel hij praktiserend katholiek was en weldoener van katholieke initiatieven, werd Felix als lid van de liberale partij beschouwd.
In 1834 kocht de familie het 'Hof van Cuba' en de tuinen van de voormalige Eekhoutabdij op de Garenmarkt (toen nog Eekhoutstraat genoemd). Ze verbouwde het tot woning en bank. De as Wollestraat-Eekhoutstraat was toen een belangrijke handelswijk in de stad.

## Overgang van Felix naar Jules Du Jardin
Felix Du Jardin overleed op 18 september 1849. In de brief die bij die gelegenheid aan de klanten gestuurd werd, wordt vermeld dat de bank reeds vijftig jaar bestond en dat zoon Jules Du Jardin reeds tien jaar met zijn vader samengewerkt had.
De weduwe Francisca Sabot zette het bedrijf verder met haar zoons Jules, Edmond en Léon, die na haar overlijden op 8 juni 1859 de enige eigenaars bleven. Aan de overige kinderen (Elisabeth, Augusta, en Felix, die priester werd) was ondertussen hun aandeel in het familiebezit uitbetaald. Edmond was ziekelijk en niet in staat om zich actief met het beheer van de bank bezig te houden. Léon ging zijn eigen weg en werd o.m. burgemeester van Blankenberge. Hij bleef echter mede-eigenaar, want na het faillissement van de bank werden ook zijn bezittingen verkocht. In de praktijk was Jules de enige beheerder.
Jules Du Jardin was geboren op 3 oktober 1822. Hij trouwde met zijn volle nicht, Louise De Ridder (1830-1908), dochter van de liberale volksvertegenwoordiger Louis De Ridder. Toen zijn vader overleed was hij 27 jaar en al tien jaar bij hem in de leer. Een formele bankiersopleiding heeft hij vermoedelijk nooit gehad. Niettemin doorstond de bank zonder problemen de crisisjaren rond 1850. De goede reputatie blijkt ook uit een advertentie uit 1874 waarin voor Brugge slechts twee banken vermeld worden die de uitbetaling van de rente op Belgische staatsobligaties verzorgen: Du Jardin en Edm. Van der Hofstadt.

## Ontvangen deposito’s
Tussen 1859 en 1873 steeg het bedrag van de beleggingen in kasbons bij de bank van 7,8 tot 20,25 miljoen frank. Daarbij kwamen nog 2 à 4 miljoen op lopende rekeningen. De beleggers kwamen uit de hele provincie en ook uit de aanpalende gebieden van Zeeland en Oost-Vlaanderen.

## Herbeleggingen
De Bank Du Jardin was geen naamloze vennootschap, maar persoonlijk en onverdeeld bezit van de eigenaars. Er kon dus geen onderscheid gemaakt worden tussen het familiebezit en het bezit van de bank.
Een deel van het bezit was geïnvesteerd in bossen en landbouwgronden. De kadastrale leggers van Popp vermelden grote oppervlakten in Assebroek en Beernem. Volgens het bewaard gebleven immobiliënregister van de bank werden zij grotendeels aangekocht tussen 1830 en 1850. Het kasteel Reigerlo in Beernem, dat bekendstaat als gewezen eigendom van Du Jardin, werd inderdaad in opdracht van Felix Du Jardin gebouwd, maar reeds in 1860 verkocht.
De bank had een wolweverij in de Witte Leertouwerstraat en een nieuwgebouwde katoenspinnerij in Assebroek, net buiten de Gentpoort (die nog in de herinnering voortleeft als  ’t Katoentje). Du Jardin stond bekend als vooruitstrevend werkgever met goede sociale voorzieningen. Ook in Duinkerke had de bank een eigen spinnerij.
Er werden kredieten verstrekt aan de plaatselijke nijverheid en aan enkele grote projecten (o.m. de spoorweg Brugge-Eeklo, het kanaal van de Leie naar de Ieperlee, een kolenmijn en een spoorlijn in Frankrijk).
Met schenkingen of leningen steunde de familie de nieuwbouw van de Magdalenakerk in Brugge en de uitbreiding van de kerk van Ver-Assebroek.

## Faillissement en reddingspogingen
De oorzaken van het faillissement zijn nooit grondig onderzocht. Een onderkapitalisatie door het uitkopen van de broer en zusters, de levensstijl van de niet-meewerkende broers-eigenaars, een te hoge rentevoet op de kasbons (4 procent) en de vrijgevigheid van Jules Du Jardin kunnen een rol gespeeld hebben.
Doorslaggevend lijken echter enkele grote buitenlandse investeringen te zijn geweest, die als verloren moesten beschouwd worden. Jules Du Jardin liet op 1 oktober 1874 aan zijn klanten weten dat de bank met ingang van 2 oktober in vereffening gesteld werd. Op 13 oktober werd de balans neergelegd bij de Rechtbank van koophandel, samen met een aanvraag tot uitstel van betaling. Hoewel een aanzienlijk deel van de schuldeisers bereid was af te zien van een deel van de schuldvordering, weigerde het Hof van beroep van Gent de aanvraag goed te keuren. Op 10 december 1874 werd het faillissement uitgesproken.
Op 13 juli 1875 brachten de curatoren voor het eerst aan de 4752 aanvaarde schuldeisers verslag uit over de toestand van het faillissement. Er was een voorstel van een consortium (voor een deel belanghebbenden bij de aanleg van het kanaal Leie-Ieperlee) om onmiddellijk 27 procent van de schulden te betalen en de activiteiten van de bank herop te starten. Dit voorstel werd verworpen; dit betekende het definitieve einde van de bank.

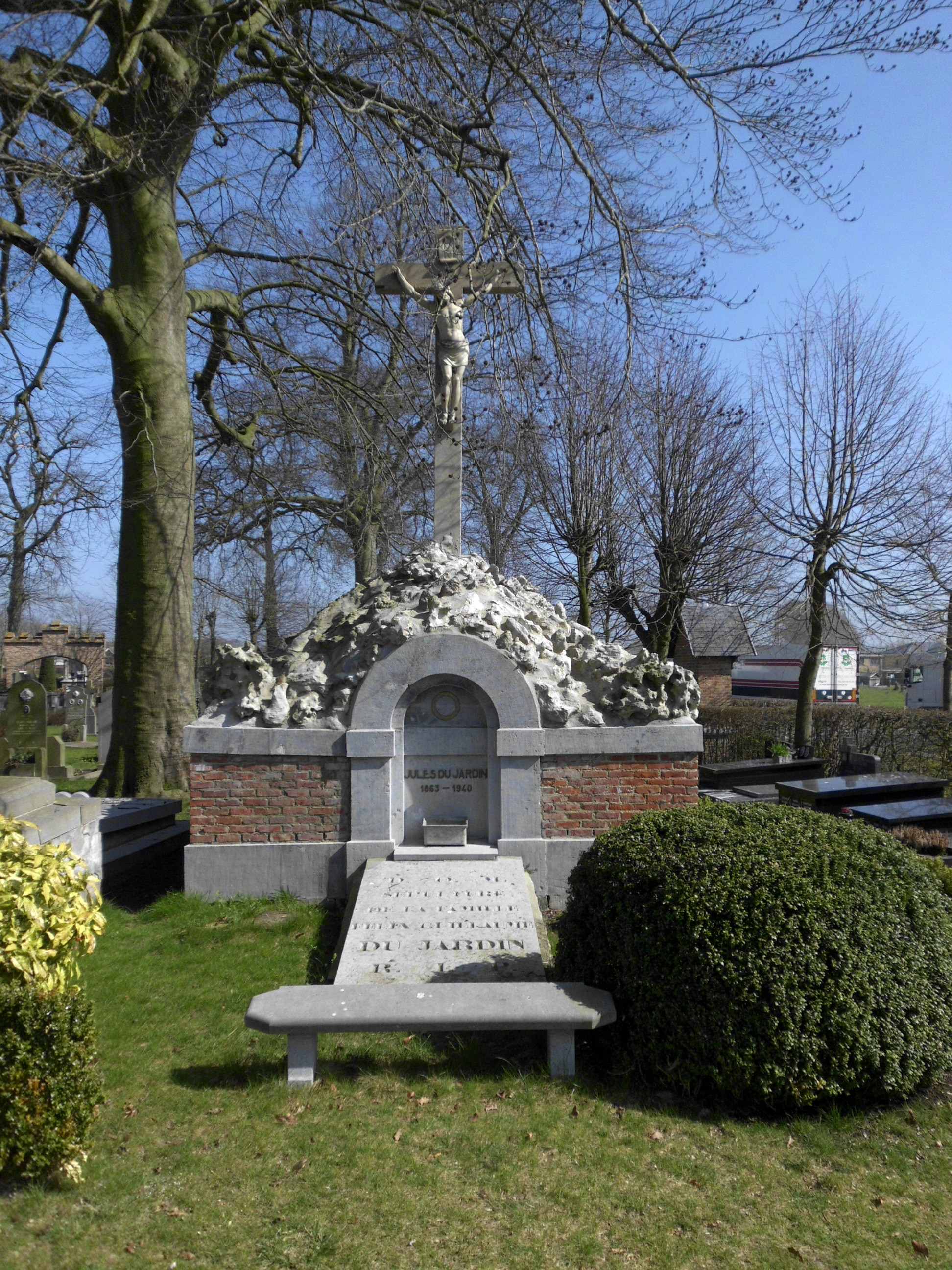
Graf van de bankiersfamilie Du Jardin

## Afhandeling van het faillissement
Het faillissement had gevolgen. Sommige bedrijven uit de streek die financieel van de Bank Dujardin afhankelijk waren gingen failliet. Er ontstond een sfeer van onzekerheid, waardoor de eigendommen van de bank verkocht werden tegen een lagere dan verwachte prijs. Ondanks de ongunstige omstandigheden slaagden de curatoren erin een aanzienlijk deel van de activa te verzilveren. Bij de sluiting van het faillissement, in december 1894, hadden de schuldeisers bijna 48 procent van hun vordering gerecupereerd.
Jules Du Jardin stierf te Elsene, chaussée de Vleurgat, 64, op 15 oktober 1895. Het familiegraf bevindt zich op het kerkhof van Ver-Assebroek en werd in 2006 gerestaureerd.

## Onvermijdelijk faillissement?
De vraag blijft of de Bank Dujardin had kunnen gered worden en waarom niet ingegaan werd op voorstellen die in die zin gedaan werden. In de toenmalige pers was het duidelijk dat politieke motieven een niet onbelangrijke rol speelden en het vinden van goede oplossingen bemoeilijkten.
De belangrijkste reden is buiten Brugge en buiten de bank zelf te zoeken. De jaren vanaf 1870 (Frans-Duitse oorlog) waren moeilijk. Heel wat financiële instellingen gingen ten onder. De meest opzienbarende ondergang was die van de 'katholieke' bankier André Langrand-Dumonceau en zijn banken.  Hij sleepte in zijn faillissement ook een Brugse bank mee, die van Hector Gilliodts. Het faillissement Du Jardin was dan ook geen alleenstaand feit en niet hoofdzakelijk aan inwendige oorzaken te wijten.
Het boekje dat in 1948 aan het faillissement van de Bank Dujardin werd gewijd door Alfons Maertens sloot zich aan bij de sombere berichten die in de periode na het faillissement in de lokale kranten te lezen stonden en die er van uitgingen dat de verdwijning van de bank een grote ramp betekende voor stad en streek. Men mag echter aannemen dat de onheilsberichten méér te maken hadden met politieke tegenstellingen dan met de werkelijkheid. Er zijn immers veel elementen die aantonen dat Brugge van de economische bloei genoot die in de tweede helft van de jaren 1870 België kenmerkte.
Ook al bestaan weinig of geen studies die de vergelijking maken met andere steden of streken in het land, zijn er veel aanwijzingen, zoals:
- de stabiliteit in het aantal hulpbehoevenden onder de bevolking (circa 12.000)
- de snelle daling van de pandgeving bij de Berg van Barmhartigheid (circa 30.000 panden in 1874-75 en circa 16.000 in 1881)
- de economische groei van de middenstandszaken in de stad, die o.m. zichtbaar was door het stijgend aantal nieuwe zaken en de reclame die ze bijvoorbeeld via hun uithangborden maakten.
- de stichting van nieuwe industrieën, zoals drukkerij-uitgeverij Desclée de Brouwer en gas- en elektriciteit Desclée,  enz
- de bloei van talrijke kunstateliers (borduren, glasramen, meubels, beeldhouwwerk, drukwerk, enz), opgericht of uitgebreid als gevolg van de neogotische beweging
- het dynamisme van de bevolking en onder meer van de leiders van het verenigingsleven, dat leidde tot de acties die het bouwen van een nieuwe haven tot doel hadden en die hierin op minder dan twintig jaar hun doel bereikten.
- De vakbonden die zich vanaf het begin van de jaren 1880 in heel wat beroepen begonnen te laten gelden.

## Enkele slachtoffers van het faillissement
- Door het faillissement waren niet alleen Bruggelingen hun spaarcenten of hun werk kwijt, maar werden ook andere bedrijven in het faillissement meegesleurd.
- De Breydelcommissie, die geld bij de bank aan het sparen was voor een standbeeld van Jan Breydel en Pieter De Coninck verloor zijn centen. Daardoor kon de commissie pas 13 jaar later, in 1887, haar standbeeld op de Grote Markt van Brugge plaatsen.
- De faling speelde een rol bij de gemeenteverkiezingen van 1875, waarbij de liberalen het van de katholieken verloren. Er dient nochtans te worden aan toegevoegd dat dit een algemene tendens was die zich in de meeste steden van het land en ook bij de wetgevende verkiezingen en de provincieraadsverkiezingen voordeed. Voor wat de stad en arrondissement Brugge betreft was de tendens al duidelijk bij de wetgevende verkiezingen van 1870 en de provinciale en gemeentelijke verkiezingen van 1872. Het faillissement Du Jardin speelde hierin maar een marginale rol. De aanverwante Jules Boyaval werd in 1878 nog tot senator verkozen.
- De brouwerij De Halve Maan was in 1874 slachtoffer van het faillissement en werd openbaar verkocht. Door tussenkomst van begoede familieleden kwam ze later terug in handen van de familie Maes.